# 국도 제9호선 (라오스)
국도 제9호선(Route 9, 베트남어: Quốc lộ 9)은 라오스의 일반 국도로, 베트남의 국경과 인접한 거대 하천인 메콩강 유역과 맞닿아 있는 카이손폼비한을 거쳐 태국의 묵다한까지 이어준다. 다만 이 도로는 아시안 하이웨이 16호선()의 일부로 구성되어 있으며, 국도 제9호선은 9W호선과 9E호선으로 분할되어 있는 형태로 이루어져 있고 총 연장은 250 km로 구성되어 있다.